# Fama KISS 209
Fama KISS 209 – włoski, lekki śmigłowiec, którego konstruktorem jest Nino Famà. Kompozytowa maszyna charakteryzuje się prostotą budowy i eksploatacji a skrót KISS oznacza Keep Is Stupidly Simple podkreślający ową prostotę.

## Historia
Nino Famà zaprojektował dwuosobową maszynę mającą charakteryzować się prostą budową i nieskomplikowaną obsługą, przyjazną dla pilotów. Składający się z metalowych rur wypełnionych azotem z czujnikami ciśnienia służącymi wykrywaniu ewentualnych pęknięć szkielet, obudowany został kompozytowym kadłubem. W śmigłowcu zastosowano popularną jednostkę Solar T62 Titan dzięki czemu możliwe jest stosowanie różnego rodzaju paliw włącznie z samochodowym olejem napędowym. Gotowy prototyp do swojego pierwszego lotu wzbił się 13 sierpnia 2009 roku. Maszyna produkowana jest w dwóch wersjach, z trójpunktowym, chowanym podwoziem kołowym oznaczona jako 209M i płozami, oznaczona jako 209MF. W przypadku wersji z podwoziem kołowym, śmigłowiec ma zamontowany system, który po uruchomieniu może automatycznie wysunąć podwozie na wysokości kilkunastu metrów gdyby zapomniał o tym pilot. W tylnej części kadłuba znajduje się przedział ładunkowy mogący pomieścić 100 kg bagażu. Maszyny produkowane są seryjnie w Modenie.